# مروى بن صغير
مروى بن صغير (31 أغسطس 1988) فنانة تونسية
تعمل بعدة مجالات كالغناء والتمثيل والاستعراض و المسرحيات

## بدايتها
كانت من خلال برنامج الهواة ستار أكاديمي بموسمة الرابع والذي انطلق من 15 ديسمبر 2006 حتى 30 مارس 2007 على قناة المؤسسة اللبنانية للإرسال الفضائية لبنانية، حيث وصلت إلى الحلقة الختامية للبرنامج كما أنها لم تقف في خانة المهددين بالخروج طول الموسم فحازت على المركز الثاني خلال الحلقة الختامية للبرنامج والذي تنافست فيها على اللقب مع أربعة أشخاص، حيث نالت خلالها نسبة تصويت مرتفعة، اشتهرت بغنائها للون الطربي وخاصة غناء أغنيات السيدة فيروز.

## أعمالها الفنية

### الأغاني المنفردة (Singles)
| سنة الإنتاج | اسم الأغنية | نوع اللهجة |
| ----------- | ----------- | ---------- |
| 2010        | بتكلم بجد   | مصرية      |
| 2010        | حياوي       | خليجية     |
| 2013        | ييب قلبك    | خليجية     |
| 2014        | عاشقين      | خليجية     |
| 2014        | ابي اهتمام  | خليجية     |
| 2015        | اللي راح    | خليجية     |
| 2016        | اطلب زهرك   | مغربية     |
| 2016        | ايه وبعد    | خليجية     |

### الأغاني المشتركة (الدويتو duet)
| سنة الإنتاج | اسم الأغنية | بمشاركة    |
| ----------- | ----------- | ---------- |
| 2009        | يا ليت      | أحمد داوود |

### الأغاني المصورة (الفيديو كليب video clip )
| سنة الإنتاج | اسم الأغنية | اخراج        |
| ----------- | ----------- | ------------ |
| 2010        | بتكلم بجد   | خالد الرفاعي |

### الأوبريتات
| سنة الإنتاج | اسم الأوبريت       | بمشاركة                                        |
| ----------- | ------------------ | ---------------------------------------------- |
| 2009        | كاظمة              | خالد سليم، فرقة ميامي، بشار الشطي، بدر الشعيبي |
| 2017        | عشقي الاول والاخير | إبراهيم دشتي                                   |
| 2018        | اوبريت شروق الشمس  | مطرف المطرف، إبراهيم دشتي، شيماء الكويتية      |

### أغاني تتر البرامج
| سنة الإنتاج | اسم البرنامج                       | بمشاركة     |
| ----------- | ---------------------------------- | ----------- |
| 2014        | برنامج رمضان - إذاعة مارينا FM     |             |
| 2016        | برنامج نغم الصباح- إذاعة مارينا FM | صهيب العوضي |

### تقديم البرامج
| سنة الإنتاج | اسم البرنامج                        | بمشاركة   |
| ----------- | ----------------------------------- | --------- |
| 2013        | برنامج قايلة بنات - إذاعة الكويت FM | رشا شلهوب |

### أغاني تتر المسلسلات
| سنة الإنتاج | اسم الأغنية | بطولة |
| ----------- | ----------- | --- |
| 2013        | محال        | جاسم النبهان، محمود بوشهري، شهد الياسين، عبد الرحمن العقل، منى شداد، فاطمة الحوسني، لاميتا فرنجية، ريم ارحمه |
| 2018        | سامحني خطيت | جاسم النبهان، عبد الله بوشهري، سلمى سالم، غرور، شجون الهاجري، محمد المسلم، ريم ارحمه                         |

### غناء في حلقات المسلسلات
| سنة الإنتاج | اسم الأغنية     | بطولة                                                                                            |
| ----------- | --------------- | ------------------------------------------------------------------------------------------------ |
| 2015        | في عينيها أغنية | هيا عبد السلام، فؤاد علي، شيماء علي، فهد باسم عبد الامير، فرح الصراف، ليلى عبد الله، غدير السبتي |

### المسلسلات
| سنة الإنتاج | اسم المسلسل | بمشاركة                                                                                              |
| ----------- | ----------- | --- |
| 2008        | جيران       | جوزيف عطية، فادي اندراوس، شيماء هلالي، علي السعد، تينا يموت، أحمد داوود، خليفة سالم، عماد جلولي      |
| 2013        | دو ري مي    | رويدا المحروقي، فاطمة الحوسني، ألاء شاكر، أبرار سبت، إبراهيم دشتي، ليان بزلميط، مروان عبدالله، ألماس |
| 2013        | بركان ناعم  | الهام الفضالة، حسين المنصور، أحمد إيراج، فاطمة الصفي، عبد الله بوشهري، نور الغندور، طيف، محمدالدوسري |

### المسرحيات
| سنه الإنتاج | المسرحية           | بمشاركة                                                                                        |
| --- | ------------------ | ---------------------------------------------------------------------------------------------- |
| 2009 | من صادها عشى عياله | إبراهيم دشتي، محمد سراج، سوسن الهارون، علي أحمد، عبدالله الحمادي                               |
| 2013 | سوبر أر            | بثينة الرئيسي، نورة العميري، مبارك المانع، محمد الحملي، طلال سام                               |
| 2014 | سافانا             | منى شداد، محمد الحملي، نورة العميري، يوسف الحشاش، زينب خان                                     |
| 2014 | زين البحار         | فاطمة الصفي، بشار الشطي، علي كاكولي، حمد أشكناني، حلا الترك، فرقة شياب                         |
| 2015 | زين الاوطان        | فاطمة الصفي، بشار الشطي، علي كاكولي، حمد اشكناني، حلا الترك، فرقة شياب                         |
| 2016 | زين الأدغال        | فاطمة الصفي، بشار الشطي، علي كاكولي، حمد اشكناني، حلا الترك، فرقة شياب، شهد العميري، راما رباط |
| 2017 | زين عقلة الاصبع    | فاطمه الصفي، بشار الشطي، فتحيه جعفر، راما رباط حمد اشكناني، علي كاكولي                         |
| 2018 | صنع في زين         | فاطمه الصفي، حلا الترك، بشار الشطي، شهد العميري، فرقة شياب، حمد اشكناني، علي كاكولي            |
| زين والاقزام الثمانية فاطمه الصفي]]، نور الغندور، بشار الشطي، شهد العميري، فرقة شياب، حمد اشكناني، [[علي كاكولي، مروى بن صغير |                    |                                                                                                |

## الحفلات
- 2007: حفلة افتتاح بطولة التنس العالمية لكأس سلوى الصباح  الكويت
- 2012: حفلة مشروع لون الحياة للأيتام  الكويت
- 2013: حفل افتتاح مقهى كفالي  الكويت
- 2014: الحفل الخيري لعيادة بيان لطب الأسنان  الكويت
- 2014: المهرجان الدولي للموسيقى السابع عشر  الكويت
- 2014: حفلة اتحاد طلبة الكويت بسان فرانسيسكو  الولايات المتحدة
- 2015: حفل بمناسبة مرور خمس سنوات على انطلاق مجلة (هنا يومي)  الكويت
- 2015: حفل محافظة العاصمة بسوق شرق بمناسبة الاعياد الوطنية  الكويت
- 2016: حفل عطني فرصة مع الفنان مطرف المطرف  الكويت

- 2017: حفل محافظة العاصمة بسوق شرق بمناسبة الاعياد الوطنية  الكويت

## الملتقيات
- 2016: الملتقى الإعلامي العربي الثالث عشر - متحدث في الجلسة الرابعة بعنوان: "شباب في واجهة الاعلام"  الكويت

## الجوائز والتكريم
- 2008: حفل تكريم بمناسبة الاحتفال بالذكرى الستين لإنشاء المنظّمة الوطنية للطفولة التونسية، ومرور 23 عاماً على إنشاء نادي (كورال البحيرة) للأطفال في تونس.
- حفل تكريم المركز الثقافي في المنزه تونس.
- حفل تكريم في مدينة صفاقس تونس.
- فازت كأفضل فنانة شابة في استفتاء إذاعة الشباب في تونس.
- 2010: جائزة أفضل فنانة صاعدة من مهرجان MEMA Awards ومهرجان Dear guest في مصر عن سنغل (بتكلم بجد).
- 2014: تكريم للمشاركة في المهرجان الدولي للموسيقى السابع عشر في الكويت.
- 2016: تكريم من وزير الاعلام ووزير الدولة لشؤون الشباب عن المشاركة كمتحدث في الملتقى الإعلامي العربي الثالث عشر - الجلسة الرابعة بعنوان: "شباب في واجهة الاعلام" في الكويت.[2]